# Jean Baptiste Discart
Jean Baptiste Discart (Modena, 5 oktober 1855 – Parijs, 1 januari 1940) was een internationaal georiënteerde en werkende graveur, schilder en tekenaar. Hij schilderde naast stillevens schilderijen met oriëntalistische voorstellingen en vooral Nederlandse portretten.

## Biografie
Volgens de doopakte werd hij gedoopt op 6 oktober 1855 in de Parochiekerk van de kerk San Domenico. Zijn vader Francesco Ferdinando Discart (Modena, 6 maart 1819 – Wenen, 27 juni 1893) werkte aan het hof van Francesco V, hertog van Modena. Hij was getrouwd met Emilia Goldini (1819-1895). In 1855 behoorde Modena tot het Keizerrijk Oostenrijk-Hongarije. In 1861 ging het gebied over naar het Koninkrijk Italië.
Na zijn opleiding aan het gymnasium in Modena doorlopen te hebben, schrijft Jean Baptiste Discart zich op 25 oktober 1869 op 14-jarige leeftijd in aan de Akademie der bildenden Künste in Wenen. Hij zou er voor langere tijd - maar liefst twintig semesters – met onderbrekingen tot 1880/1881 studeren. Zijn belangrijkste leermeesters aan de Akademie waren Prof. Anselm Feuerbach (1829-1880) en Prof. Leopold Karl Müller (1834-1892). In de eerste werken van Discart is de invloed van Anselm Feuerbach duidelijk herkenbaar. Na het overlijden van Feuerbach werd een aanvankelijke weigering om aan de Akademie verder te mogen studeren alsnog toegestaan. Leopold Karl Müller behoorde zelf tot de Oostenrijkse school van oriëntalisten. Op basis hiervan heeft Discart zijn eigen stijl verder ontwikkeld. Jean Baptiste Discart hield aan zijn periode aan de Akademie een levenslang netwerk over. Zijn studiegenoten waren onder anderen Ludwig Deutsch (Wenen, 1855 – Parijs, 1930), Rudolf Ernst (Wenen, 1854 – Fontenay-aux-Roses, 1932 Johann Rudolf Weiss (1859-1930) en de vroeg overleden Carl von Merode (Mödling, 1853 - Wenen, 1909). 

### Discart in Parijs en Tanger
Vanaf 1880/1881 vestigde Discart zich in Parijs waar hij veelvuldig optrok met zijn oud-studiegenoten Ludwig Deutsch en Rudolf Ernst die zich hier al eerder hadden gevestigd. Zij hebben elkaar in de culturele hoofdstad van die tijd niet alleen ontmoet maar ook beïnvloed. Zowel Discart als Deutsch en Ernst kozen voor het oriëntalisme in de schilderkunst.
De oriëntalistische schilderijen zijn gesigneerd met Jean of J.B. Discart. Sommige zijn van een jaartal voorzien. Een aantal is ook van de plaatsnaam voorzien: Tanger of Parijs. Jean Baptiste Discart maakte zijn eerste schilderijen in Wenen. Daarna vestigde hij zich in Parijs, de toenmalige hoofdstad van de schilderkunst. Waarschijnlijk ving hij in Tanger, Marokko aan met het schilderen van oriëntalistische schilderijen. Of hij ook in andere landen geweest is, is niet zeker. De oriëntalistische schilderijen van Discart laten het dagelijkse leven in Tanger en Marokko zien in de periode ca. 1880-1920. Het gaat daarbij om de ambachten, de gebruiken en de tradities zoals die zich aan Discart in Tanger en Marokko voor moeten hebben gedaan. Ook het leven van de bewoners zoals berbers, straatgezichten, muzikanten legde hij op doek en op paneel vast. Discart gaf zijn oriëntalistische onderwerpen op een realistische manier weer. Aan een goede lichtvoering, het kleurgebruik en een goede compositie besteedde hij veel aandacht. In het bijzonder de lichtvoering op de schilderijen is soms zo goed dat deze beter en mooier is dan het in werkelijkheid geweest zal zijn. De schilderijen gesigneerd met J.B. Discart, Tanger zullen zeker daar gemaakt zijn. Een beperkt aantal schilderijen is gesigneerd met J.B. Discart, Paris. Op grond hiervan kan worden vastgesteld dat Discart een aantal oriëntalistische schilderijen in Parijs heeft gemaakt of afgemaakt aan de hand van foto’s of andere afbeeldingen en voorstellingen. Jean Baptiste Discart behoorde door zijn geboorte in Modena, dat tot 1861 tot Oostenrijk-Hongarije behoorde, zijn opleiding aan de Akademie der bildenden Künste in Wenen en zijn levenslange vriendschap met zijn Weense studiegenoten tot de Oostenrijkse oriëntalistische school. 
In 1897 portretteerde Discart in Tanger, Marokko Siegfried Erbgraf zu Castell-Rüdenhausen in Oosters tenue. De geportretteerde was werkzaam voor de Duitse diplomatieke dienst in Marokko. Dit portret vormt als het ware de overgang naar de Nederlandse en andere portretten. Discart heeft waarschijnlijk tot omstreeks 1920 aan oriëntalistische schilderijen gewerkt.

### Discart in Nederland
Vanaf ca. 1895 heeft Discart in Nederland portretten vervaardigd. Het eerste portret dat hij maakte was dat van jonkvrouw Alwina Brantsen (1868-1957). Later schilderde Discart zowel haar vader in 1899 als haar dochter in 1902 en drie andere leden van de familie Brantsen in 1903. Vervolgens maakte hij belangrijke portrettenreeksen van onder anderen de families Van Lynden, Van Pallandt, Huyssen van Kattendijke, Pauw van Wieldrecht, Van Limburg Stirum, Baud-Huydecoper, Van Hardenbroek-van Limburg Stirum, De Marchant et d'Ansembourg, Van Tuyll van Serooskerken, Groeninx van Zoelen, Ruyssenaers-van Sypesteyn, Gerritsen-Landry, Van Heemstra en Van Heeckeren en een meisje uit Volendam in Volendamse klederdracht. Ter gelegenheid van zijn troonsbestijging maakte Discart in 1909 een groot portret van koning Albert I van België. De leden van de geportretteerde families waren vaak door huwelijken met elkaar verbonden. Een groot aantal van hen bekleedde functies aan het koninklijk hof, in het bestuur of in de wereld van kunst en cultuur. De leden van de families die hij schilderde hielden contact met Discart of Discart met hen gedurende een periode van tientallen jaren. De laatst bekende portretten maakte Discart in 1929 in de vorm van pastels van de familie Van Lynden in de Keukenhof te Lisse. In bijna alle gevallen zijn deze portretten in particulier bezit gebleven. Zij bevinden zich niet in Nederlandse of andere musea. De markt voor portretten van de bovenlaag van de Nederlandse samenleving was overwegend in handen van Nederlandse kunstenaars. Enkele namen van buitenlandse schilders die Nederlandse portretten maakten zijn Philip de László (Boedapest, 30 april 1869 – Londen, 22 november 1937) en Adolf Pirsch (Gradac, Slovenië – Graz, Oostenrijk, 28 april 1929).
Jean Baptiste Discart overleed op 1 januari 1940 in zijn huis aan de Rue de Vaugirard 197, 16e arrondissement te Parijs waar hij zijn laatste jaren heeft doorgebracht.

## Personen geportretteerd door de schilder Jean Baptiste Discart
- Koning Albert I van België (1875-1934), Brussel, 1909, olieverf op doek.
- Marie Lucie Zoé Isabelle Françoise de Borgia gravin d’Alcantara de Querrieu-barones t'Kint de Roodenbeke (1885-1929), ca. 1915, olieverf op doek.
- Mr. Jean Chrétien baron Baud (1853-1918), 1910, olieverf op doek.
- Susanne Civile Sophie barones Baud-Huydecoper (1862-1951), 1910, olieverf op doek.
- Jonkvrouw Amelia (Amée) Jacqueline Julie Brantsen (1875-1951), 1903, olieverf op doek.
- Carel Marie baron Brantsen (1834-1909), 1903, olieverf op doek.
- Mr. Willem Gerard baron Brantsen (1831-1899), ca. 1895-1899, olieverf op doek.
- Jacqueline Sophie barones Brantsen-gravin van Limburg Stirum (1845-1922), 1903, olieverf op doek.
- Siegfried Erbgraf zu Castell-Rüdenhausen (1860-1903), Tanger, 1897, olieverf op doek.
- Suzanne Dumville Botterell (1913-1995), ca. 1917, pastel.
- Hermanus Philippus Gerritsen (1850-1917), Den Haag, 1914, olieverf op doek.
- Johanna Maria Gerritsen-Landry (1854-1925), Den Haag, 1914, olieverf op doek.
- Marie (Maja) Alwina gravin von der Goltz (1895-1973), Arnhem, 1902, olieverf op doek.
- Alwina gravin von der Goltz-Brantsen (1868-1957), ca. 1895-1899, olieverf op doek.
- Jonkheer mr. Frédérik Willem Eduard Groeninx van Zoelen (1844-1922), 1912, olieverf op doek.
- Otto Frédéric baron Groeninx van Zoelen (1839-1927), 1912, olieverf op doek.
- Karel Jan Gijsbert baron van Hardenbroek (1830-1908), ca. 1903-1908, olieverf op doek.
- Gertrude Elisabeth Julie barones van Hardenbroek-gravin van Limburg Stirum (1842-1921), La Haye, ca. 1910, olieverf op doek.
- Sophie Wilhelmina barones van Heeckeren van Kell (1892-1967), ca. 1910, pastel.
- Constance Wilhelmina barones van Heeckeren van Kell-van Hangest barones d’Yvoy (1871-1960), ca. 1904, pastel.
- Catharina Jeanne Antoinette Elisabeth barones van Heemstra (1909-1996), La-Haye, 9 mei 1920, pastel.
- Louis-Adolphe Hervier (1818-1879), 1885, ets.
- Hugo ridder Huyssen van Kattendijke (1915-1991), 1917, olieverf op doek.
- Gerarda Margaretha Catharina de Jong-van Tonderen (1871-1896), 1923, pastel.
- Marie Thérèse Marguerite Françoise gravin de Kerchove de Denterghem-Maskens (1888-1966), ca. 1918, olieverf op doek.
- Geertruida Berendina Klatte-Visser (1851-1888), Den Haag, 1914, olieverf op doek.
- Albert Edouard Philippe Marie Lamoral prins de Ligne (1912-1963), ca. 1916, pastel.
- Elisabeth Marie Eulalie Adrienne Hélène prinses de Ligne (1908-1998), 1912, pastel.
- Marie-Antoinette Henriette Anne prinses de Ligne (1910-2001), ca. 1916, pastel.
- Anna Elisabeth gravin van Limburg Stirum (1880-1960), olieverf op doek.
- Frederik Willem graaf van Limburg Stirum (1846-1921), La-Haye, 1920, olieverf op doek.
- Anna Elizabeth Susanna gravin van Limburg Stirum-van Herzeele (1851-1930), La-Haye, 1920, olieverf op doek.
- Jan Carel Elias baron van Lynden (1912-2003), 1917, olieverf op doek.
- Jan Carel Elias baron van Lynden (1912-2003), 1917, pastel.
- Johan Maurits Dideric graaf van Lynden (1864-1930), La-Haye, 1905, olieverf op doek.
- Johan Maurits Dideric graaf van Lynden (1864-1930), 1929, pastel.
- Aurelie Elisabeth gravin van Lynden-gravin van Limburg Stirum (1875-1949), 1903, olieverf op doek.
- Aurelie Elisabeth gravin van Lynden-gravin van Limburg Stirum (1875-1949), 1929, pastel.
- Maria Anna Maas Geesteranus (1870-1925), 1918, pastel.
- Eugenia Maria Francisca de Borgia Victorina gravin de Marchant et d’Ansembourg-de Silva (1858-1913), ca. 1910, olieverf op doek.
- Madame L. De Mayer, 1917, pastel.
- Mr. Johan Karel Mello baron Mollerus van Westkerke (1840-1909), ca. 1900, olieverf op doek. Door brand Provinciehuis Arnhem 1944 wegens oorlogshandelingen verloren gegaan.
- Adolf Frederik Willem Lodewijk baron van Pallandt (1899-1911), ca. 1911-1912, olieverf op doek.
- Adolf Jacob Carel baron van Pallandt, heer van Neerijnen (1838-1920), ca. 1910-1920, olieverf op doek.
- Charlotte Dorothée barones van Pallandt (1898-1997), Arnhem, 1902, olieverf op doek.
- Charlotte Dorothée barones van Pallandt (1898-1997), 1902, olieverf op doek.
- Irmgard Thecla barones van Pallandt-barones van Hardenbroek (1871-1958), 1903, olieverf op doek.
- Mr. Jacob baron van Pallandt (1846-1910), ca. 1903-1910, olieverf op doek.
- Julie Elise barones van Pallandt, vrouwe van Waardenburg en Neerijnen (1898-1971), La-Haye, 1903.
- Mr. Willem Constantijn baron van Pallandt, heer van Waardenburg en Neerijnen (1836-1905), ca. 1903-1905, olieverf op doek.
- Reinier ridder Pauw van Wieldrecht (1893-1939), 1905, olieverf op doek.
- Matilda Augusta Elisabeth Randebrock-Schöverling (1864-1924), La-Haye, 1913, olieverf op doek.
- Jonkheer Adriaan Willem Ruyssenaers (1888-1966), 1914, olieverf op doek.
- Jonkheer mr. Leonard Henri Ruyssenaers (1850-1913), 1914, olieverf op doek.
- Cornelia Anna Ruyssenaers-van Sypesteyn (1855-1934), La-Haye, 1903.
- Henriette Susanna Frederique barones Schimmelpenninck van der Oije-Huyssen van Kattendijke (1882-1956), La Haye, 1905, olieverf op doek.
- Casmira Stokhuyzen (1921-1997), 1923, olieverf op doek.
- Jacoba Beatrice ('Bé') Elisabeth Stokhuyzen (1930-2015), 1930, pastel.
- Johanna Petronella Lambertina Stokhuyzen-de Jong (1895-1976), 1922, pastel.
- Alie Adolphine barones van Tuyll van Serooskerken (1910-1995), ca. 1918, olieverf op doek.
- Eliza Dorothea barones van Tuyll van Serooskerken (1906-1972), 1914, olieverf op doek.
- Eliza Dorothea barones van Tuyll van Serooskerken-barones van Pallandt (1878-1972), 1920, pastel.
- Maximilien Ernest Léopold baron van Tuyll van Serooskerken van Vleuten (1904-1953), 1911, olieverf op doek.